# Loewia crassipes
Loewia crassipes là một loài ruồi trong họ Tachinidae.